# باشکا (ناحیه فریدک-میستک)
باشکا (به چکی: Baška) یک منطقهٔ مسکونی در جمهوری چک است که در ناحیه فریدک-میستک واقع شده‌است. باشکا ۱۲٫۸۳ کیلومتر مربع مساحت و ۳٬۳۹۸ نفر جمعیت دارد و ۳۱۳ متر بالاتر از سطح دریا واقع شده‌است.